# Krašeninnikov
Il Krašeninnikov (in russo Крашенинников) è un apparato vulcanico costituito da due stratovulcani sovrapposti all'interno di una vasta caldera nella parte orientale della penisola della Kamčatka, nella Russia orientale. Il suo nome commemora l'esploratore russo Stepan Krašeninnikov (1711-1755), membro della grande spedizione del Nord (1737-1741).
È situato 13 chilometri a sud del lago Kronockij. Il vulcano è attivo. L'ultima eruzione è iniziata i primi di agosto del 2025, con ceneri espulse fino a un'altezza di 6 chilometri. Prima di allora, l'ultima eruzione di lava da questo vulcano risaliva al 1550.